# Seidige Kurzschwanzblattnase

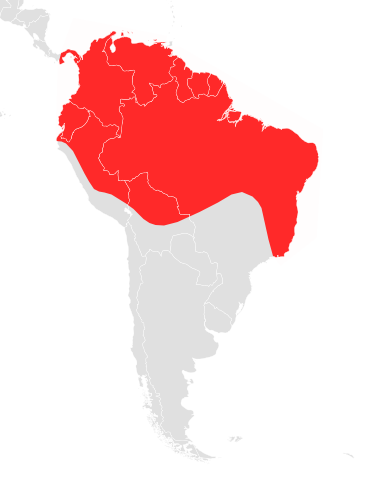
Verbreitungsgebiet der Seidigen Kurzschwanzblattnase

Die Seidige Kurzschwanzblattnase (Carollia brevicauda) ist eine in Mittel- und Südamerika verbreitete Fledermaus in der Unterfamilie der Kurzschwanzblattnasen. In älteren Abhandlungen gab es öfter Verwechslungen mit der Brillenblattnase (Carollia perspicillata) oder der Grauen Kurzschwanzblattnase (Carollia subrufa). Der Artzusatz im wissenschaftlichen Namen ist aus den lateinischen Worten brevis (kurz) und cauda (Schwanz) zusammengesetzt.

## Merkmale
Die Exemplare erreichen durchschnittlich eine Kopf-Rumpf-Länge von 58,3 Millimetern, eine Schwanzlänge von 6,2 Millimetern und das Gewicht variiert zwischen 12,5 und 13,7 Gramm. Allgemein sind Weibchen etwas kleiner als Männchen. Das seidenweiche Fell hat eine braune Farbe. Verglichen mit der Brillenblattnase sind die äußeren Schneidezähne im Unterkiefer größer. Der diploide Chromosomensatz enthält 20 oder 21 Chromosomen. Auf den durchschnittlich 38,5 Millimeter langen Unterarmen befinden sich Haare.

## Verbreitung
Die Art ist vom mittleren Panama über das nördliche Südamerika bis nach Peru, Bolivien sowie in zentrale und östliche Regionen Brasiliens verbreitet. In Peru lebt sie nur östlich der Anden. Die Seidige Kurzschwanzblattnase kommt auch auf Trinidad vor. Sie hält sich in Regenwäldern und anderen feuchten Gebieten mit Bäumen und Büschen auf. Die Exemplare leben im Flachland und in Gebirgen bis 2150 Meter Höhe.

## Lebensweise
Früchte von Pflanzen der Gattung Pfeffer werden als Nahrung bevorzugt. Damit trägt diese Fledermaus zur Ausweitung des Verbreitungsgebiets dieser Pflanzen bei. Zusätzlich werden Insekten gejagt und in der Trockenzeit wird Nektar verzehrt. Da andere kultivierte Früchte zur Nahrung zählen, gilt die Seidige Kurzschwanzblattnase als Schädling in Plantagen. In den Verstecken treten diese Art und die Brillenblattnase oft gemeinsam auf. Diese befinden sich in Höhlen, Felsspalten, Gebäuden oder unter Bananenblättern.
Die Paarungszeit liegt in Panama zwischen August und Dezember, in Ecuador im Winter sowie in Peru im Frühjahr. Ein Wurf enthält nach 2,5 bis 3 Monaten Trächtigkeit ein Neugeborenes.

## Gefährdung
Die IUCN listet die Art als nicht gefährdet (least concern) aufgrund fehlender Bedrohungen und einer stabilen Gesamtpopulation. Die Seidige Kurzschwanzblattnase kommt nördlich des Amazonas häufiger vor.